# Brittany Runs a Marathon
Brittany Runs a Marathon es una película estadounidense de comedia dramática de 2019 escrita y dirigida por Paul Downs Colaizzo, en su debut como director. Es protagonizada por Jillian Bell, Michaela Watkins, Utkarsh Ambudkar, Lil Rel Howery y Micah Stock. La película sigue a una mujer con sobrepeso en la ciudad de Nueva York que se propone perder peso y entrenar para el maratón anual de la ciudad.
Tuvo su estreno mundial en el Festival de Cine de Sundance el 28 de enero de 2019 y fue estrenada el 23 de agosto de 2019 por Amazon Studios.

## Argumento
Brittany Forgler tiene 28 años y vive en la ciudad de Nueva York con su compañera de cuarto Gretchen, una asistente de maestra que sueña con la fama de las redes sociales. Empleada como anfitriona en un teatro fuera de Broadway, Brittany es una fiestera, con sobrepeso y abusa de Adderall. Al visitar a un nuevo médico para obtener una receta, recibe noticias no deseadas; ella debe estar saludable y perder peso. Ella visita un gimnasio cercano solo para descubrir que incluso la tarifa más barata está fuera de su alcance. A pesar de su miedo, trata de correr por primera vez, corriendo con éxito una cuadra. Ella es invitada a correr en un grupo con su vecina Catherine, a quien Brittany detesta por su vida aparentemente perfecta. Atrapado en otra noche de fiesta por Gretchen, Brittany llega para la carrera grupal y se encuentra con Seth, otro corredor en apuros, aprendiendo que tienen los mismos objetivos. Brittany, Seth y Catherine se unen y, después de una carrera de 5 km, establecen el objetivo final: correr en el Maratón de Nueva York
En una entrevista para un puesto de niñera, Brittany consigue un segundo trabajo como cuidadora de mascotas. En su primer día, conoce a su compañero de cuidado de mascotas Jern, que esencialmente vive en la casa en contra de las reglas. Después de una pelea con Gretchen por su estilo de vida cambiante, Brittany también se muda a la casa, uniéndose a Jern sobre sus vidas estancadas. Las predicciones de Seth y Catherine de que Brittany tendrá sexo y se enamorarán de Jern en algún momento se harán realidad.
Brittany se acerca a las cinco libras de su objetivo de perder 45 libras. Incapaz de ganar un lugar en el maratón a través de una lotería, como lo hace Seth, su única esperanza es recaudar suficiente dinero para una organización benéfica. En la fiesta de divorcio de Catherine, ella le informa a Brittany que a menudo recauda mucho dinero para una organización benéfica favorita, y le ofrece donar $ 3000 en su nombre para que Brittany pueda correr en el maratón. El orgullo de Brittany, y su continua reticencia a dejar que Catherine entrara en su vida, la obligó a rechazar la oferta, y ella se va. Ella recupera peso, obligándola a correr aún más fuerte, hasta que uno de sus tobillos se vuelve demasiado doloroso para caminar. Cinco semanas después del maratón, su médico le informa que tiene una fractura por estrés y que no podrá correr durante seis u ocho semanas.
Abatida, Brittany regresa a la casa del perro y habla sobre el estado de su vida con Jern. Los propietarios regresan y, disgustados Jern y Brittany han estado viviendo allí, los despiden. Brittany toma un autobús a Filadelfia para visitar a su hermana Cici y su cuñado Demetrius, quien fue una figura paterna para Brittany después del divorcio y la muerte de sus padres. Ignora las llamadas y mensajes de texto de Catherine, Seth y Jern, entristecida de ver a Seth y Catherine con sus medallas de maratón. Ese mismo día, ella interrumpe la fiesta de cumpleaños de Demetrius haciendo comentarios sobre una invitada con sobrepeso. Después de una conversación severa pero sincera con Demetrius, Brittany regresa a Nueva York y a su antiguo departamento, ahora sola, ya que Gretchen vive con su novio Terrence. Solicita trabajos de publicidad, para los cuales se entrenó inicialmente, y consigue un puesto de nivel de entrada en Tribeca.
Catherine revela que correr fue una distracción de su desagradable divorcio, explicando que hace años, se rompió la muñeca y le recetaron oxicodona, que su esposo no creía que ella debería tener. Él descubrió que ella lo estaba tomando de todos modos, usando ese hecho para negar sus derechos de visita a sus hijos. Brittany la anima a dar pequeños pasos para recuperar a sus hijos, y establece límites con Jern para que simplemente sean amigos.
Un año después, Brittany corre en la maratón. En la marca de 22 millas, desarrolla un calambre y tiene que detenerse. Ella rechaza la asistencia médica, pero acepta la oferta de un asistente para ayudarla a levantarse. Mientras considera dejar de fumar, encuentra a Seth, su esposo e hijos, y Catherine en la multitud animándola. Ella también se encuentra con Jern, quien dice que la ama. Luego continúa, terminando el maratón.
Un epílogo revela que Brittany y Jern viven juntos como pareja, pero ella no quiere casarse con él a pesar de su sugerencia. Ella lo besa y sale de la casa para salir a correr.

## Reparto
- Jillian Bell como Brittany Forgler.
- Michaela Watkins como Catherine.
- Utkarsh Ambudkar como Jern.
- Lil Rel Howery como Demetrius.
- Micah Stock como Seth.
- Alice Lee como Gretchen.
- Peter Vack como Ryan.
- Kate Arrington como CiCi.
- Juri Henley-Cohn como David.
- Adam Sietz como Glenn.
- Mikey Day como Dev.
- Max Pava como chico borracho.

## Producción
La historia de Brittany fue inspirada por la compañera de cuarto de Colaizzo, Brittany O'Neill, quien aparece en fotos antes de los créditos finales.
En noviembre de 2017, se anunció que Jillian Bell, Michaela Watkins, Utkarsh Ambudkar, Lil Rel Howery, Micah Stock y Alice Lee protagonizarían la película, con Paul Downs Colaizzo dirigiendo desde un guion que escribió. Tobey Maguire, Matthew Plouffe, Margot Hand, serían los productores de la película, a través de Material Pictures y Picture Films, respectivamente. Bell, Downs Colaizzo y Richard Weinberg serían los productores ejecutivos. Jolian Blevins y Padraic Murphy se desempeñaron como coproductores y productores asociados, respectivamente.

### Rodaje
La fotografía principal comenzó en octubre de 2017, en la ciudad de Nueva York. La escena culminante se filmó durante el Maratón de Nueva York de 2017, con tres equipos de filmación trabajando simultáneamente para cubrir varias etapas de la carrera.

## Estreno
Tuvo su estreno mundial en el Festival de Cine de Sundance el 28 de enero de 2019. Poco después, Amazon Studios adquirió los derechos de distribución mundial de la película por $14 millones. Fue lanzado el 23 de agosto de 2019.

## Recepción

### Taquilla
La película ganó $175.969 de cinco salas en su primer fin de semana, un promedio de $35.194 por lugar.

### Crítica
En Rotten Tomatoes, la película tiene una calificación de aprobación del 89% basada en 119 reseñas, con una calificación promedio de 7,49 / 10. El consenso crítico del sitio dice: "Brittany Runs a Marathon es un drama serio e hilarante que finalmente le da a Jillian Bell un papel digno de sus dones".
En Metacritic, la película tuvo una puntuación promedio ponderada de 74 de 100, basada en revisiones de 26 críticos, que indican "revisiones generalmente favorables".
Dennis Harvey, de la revista Variety, escribió: "Este largometraje de debut terriblemente atractivo del dramaturgo Paul Downs Colaizzo es el mejor tipo de "público": uno que gana cada latido emocional que podría parecer formidable en cuatro de cinco empresas similares".